# Pellizzano
Pellizzano est une commune italienne d'environ 800 habitants située dans la province autonome de Trente dans la région du Trentin-Haut-Adige dans le nord-est de l'Italie.

## Géographie
Dans le fond de la vallée du Val di Sole, dans une esplanade pittoresque se situe Pellizzano, chef-lieu de la commune du même nom, tandis que sur le versant nord de la vallée, en position dominante et ensoleillée, se trouvent les deux frazione de Termenago et Castello, petits centres fascinants, objet de contemplation de la part des touristes qui passent sur la rue nationale en bas. Elles offrent un panorama sur toute la vallée et sur les stations touristiques en face de Marilleva et Folgarida.
Le lac des Caprioli se situe sur le territoire communal.

## Histoire
Surtout après la Seconde Guerre mondiale, Pellizzano s'est développé considérablement et des infrastructures touristiques se sont créées[réf. nécessaire].

## Administration
| Période                                  | Période  | Identité        | Étiquette     | Qualité |
| ---------------------------------------- | -------- | --------------- | ------------- | ------- |
| 17/05/2010                               | En cours | Vanni Tomaselli | Liste civique | Médecin |
| Les données manquantes sont à compléter. |          |                 |               |         |

### Hameaux
- Termenago
- Castello

### Communes limitrophes
Les communes limitrophes sont  Mezzana, Ossana, Peio, Pinzolo, Rabbi et Vermiglio.